# 伯察尼鄉
伯察尼鄉（羅馬尼亞語：Comuna Bățani, Covasna），是羅馬尼亞的鄉份，位於該國中部，由科瓦斯納縣負責管轄，面積280平方公里，海拔高度552米，2007年人口4,604，人口密度每平方公里16人。